# Apollo 11 na cultura popular

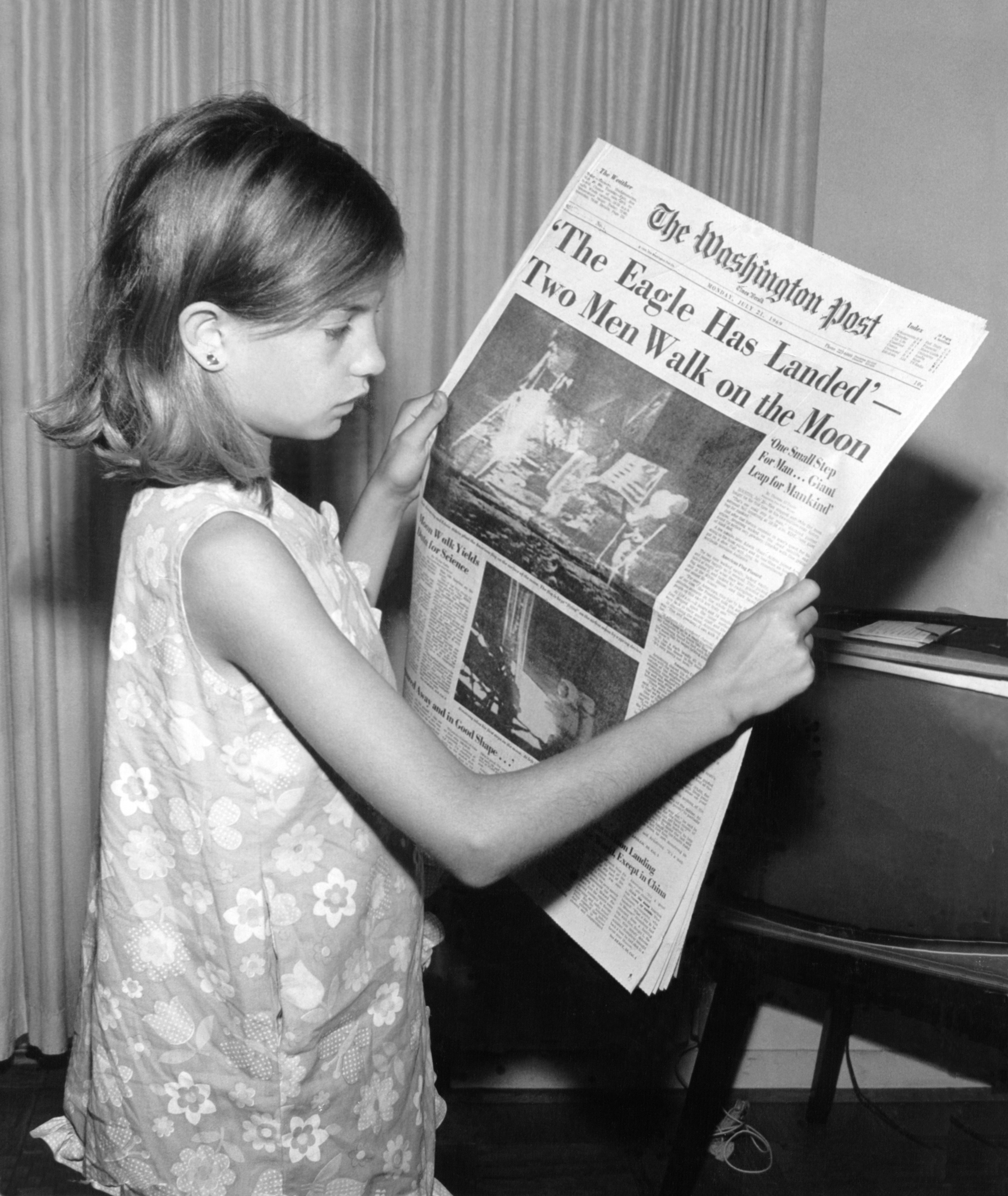
The Washington Post na segunda, 21 de julho de 1969, começando com 'A Águia Pousou—Dois Homens Andam na Lua'.

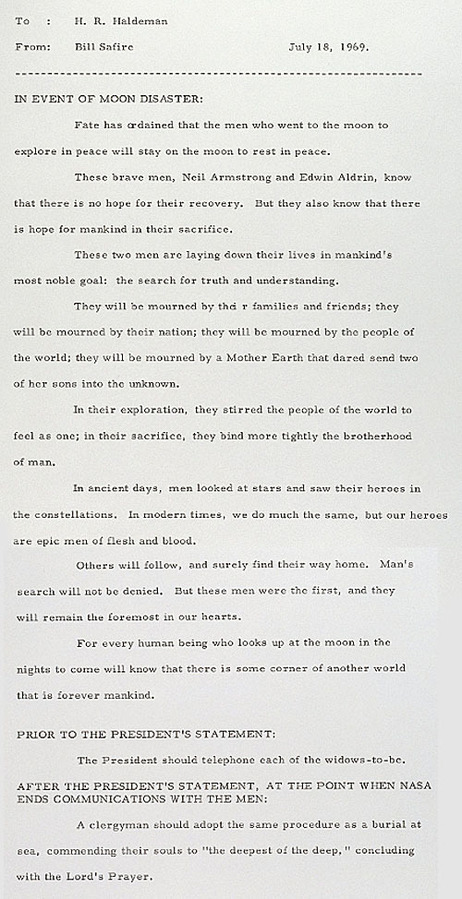
O memorando de William Safire para HR Haldeman para ser usado no caso de a Apollo 11 terminar em desastre.

A missão Apollo 11 foi a primeira missão espacial humana á pisar na Lua. Um grande efeito causado pela missão foi antecipado e, desde então, tem causado inúmeras aparições na mídia.

## Recepção Pública
A missão foi amplamente coberta pela imprensa. Mais de 53 milhões de domicílios estavam sintonizados para assistir esta missão na TV e mais de 125 milhões de telespectadores assistiram o pouso na Lua. Isso quebrou o recorde de maior número de telespectadores e mandou a cobertura da Apollo 11 a ser a programação de TV mais assistida até a data.

## Reconhecimentos e Monumentos
Os Estados Unidos da América (EUA) reconheceram o imenso sucesso da Apollo 11 com um dia nacional de comemoração na segunda-feira, 21 de julho de 1969. Todos os empregados com exceção dos serviços emergência e dos essenciais foram autorizados a um dia de folga pago, tanto no governo e quanto no setor privado. Coincidentemente, a última vez que isso aconteceu foi no dia de luto nacional na segunda-feira, 25 de novembro de 1963 para observar o funeral de estado do presidente John F. Kennedy, que tinha fixado o objetivo político de colocar um homem na Lua até o final de a década de 1960.
Uma réplica da pegada deixada por Neil Armstrong está localizado no Tranquillity Park em Houston, Texas. O parque foi dedicado em 1979, uma década após o primeiro pouso na Lua.
A caverna Apollo 11 na Namibia foi nomeada após o retorno de sucesso a Terra.

## Representação nos Meios de Comunicação

### Filmes e Televisão
Em 16 de setembro de 1962, na data em que seleção de Armstrong como um astronauta foi anunciada, seus pais foram levados para Nova York para aparecer no jogo do programa de televisão chamado "I've Got a Secret". Depois que seu segredo foi adivinhado, o anfitrião Garry Moore comentou: "Não seria incrível se seu filho fosse o primeiro homem na lua?" O episódio foi exibido na "Game Show Network" embora o próprio Armstrong nunca tenha visto isso até que seu biógrafo trouxe-lhe uma cópia da fita.
O filme australiano, "The Dish" (2000), conta a (ligeiramente ficcionalizado) a história de como as imagens da caminhada na Lua foram recebidas pelo Parkes Observatory, New South Wales.
A missão tem sido retratada em vários filmes, incluindo os filmes de televisão "Apollo 11" (1996) e "Moonshot" (2009).
Porções da missão Apollo 11 foram dramatizadas na mini-série de TV From the Earth to the Moon no episódio "Mar da Tranquilidade". Nesse episódio, Michael Collins fez a seguinte sugestão sobre o que Armstrong deveria dizer ao pisar na superfície lunar: “Se você tivesse ‘bolas’, você diria: 'Oh meu Deus! Que coisa é esta?' ai gritaria e cortaria o microfone”.
Na sitcom inglesa My Hero, o filho de George e Janet escolhe o nome de Apollo 11 (ou Ollie para encurtar) para si pois "esse show tem um link entre dois mundos", seu pai George é um alien no show.
Na serie de TV animada dos EUA  Exosquad, o Able Squad faz uma breve visita á Base Tranqüilidade durante e depois de sua batalha na Lua.
Nas cenas de abertura do filme de 1996 Independence Day mostra uma nave mãe alienígena voando baixo sobre o local de pouso da Apollo 11. As forças de maré de sua passagem acabam apagando a famosa pegada deixada na macia superfície lunar.
No filme animado de 2008 Os Mosconautas no Mundo da Lua é centrado na história de 3 moscas que embarcam no foguete Saturno V e realizam um pouso na Lua.
Filmagens do desembarque foram famosamente utilizados para introduzir os espectadores á MTV, servindo como seu superior e inferior da hora durante os primeiros anos do canal a cabo. Os produtores da MTV Alan Goodman e Fred Seibert tem utilizado neste essas imagens e domínio público como um conceito, associando a MTV com o momento mais famoso na história da televisão mundial. MTV também presta homenagem ao clássico ID distribuindo estatuetas de astronauta (ou "Moonmen") em seu anual Video Music Awards.
O local de pouso da Apollo 11 é destaque no episódio de Futurama "The Series Has Landed", com Fry e Leela se abrigando da noite lunar no módulo lunar Apollo 11 (que, de acordo com uma placa, foi retornado pelo "Historical Sticklers Society").
A missão Apollo 11 foi usada como parte da história principal de Transformers: Dark of the Moon. O filme descreve a missão, na verdade, o motivo da existência do Programa Apollo, como um meio de investigar uma queda de meteorito no Lado oculto da Lua que acaba por ser a Arca uma nave espacial carregando um dos Autobots, Sentinel Prime. Buzz Aldrin tem uma pequena participação no filme, interpretando a si mesmo.
A missão Apollo 11, mais especificamente o momento em que Neil Armstrong pisa na superfície da Lua, desempenha um papel crucial em um episódio de Doctor Who "Day of the Moon". The Doctor é mostrado mudando a fiação no Módulo de comando e o vídeo do lançamento também é mostrado tendo como objetivo colocar um curto clipe de sugestão pós-hipnótica do vídeo mais visto do mundo para ajudar a Humanidade a se defender do Silence, aliens 'memory-proof'.
No filme de 2012 Homens de Preto 3, Apollo 11 é usada pelo Agente K para levar o Arc Net (um escudo que protege a Terra da invasão Alien) para o espaço. Três astronautas vêem os Homens de Preto lutando com o vilão alien a partir do  cockpit, mas Aldrin diz que se eles relatarem isso para o Controle da Missão eles abortariam o lançamento e nunca seriam mandados para a Lua. Armstrong despreocupadamente responde para Aldrin "eu não vi nada" e simplesmente não relata. Collins aparentemente concorda também. O resultado é que os Homens de Preto nunca souberam que os astronautas os viram e nunca apagaram suas memórias com um "neuralizador", implicando que os astronautas vão sempre se lembrar do que aconteceu e nunca falaram do que aconteceu.
No show de 2011-2012 de Kamen Rider, Kamen Rider Fourze, o pouso da Apollo 11 desempenha um papel crucial no flashback do antagonista da série Mitsuaki Gamou, como ele resolveu se tornar um astronauta para realizar seu sonho de conhecer a raça alienígena chamada de os Presenters.
No filme Apollo 13 baseada na missão real, Jim Lovell, Jack Swigert, Fred Haise, Ken Mattingly, Pete Conrad, Marilyn Lovell reúne na cada dos Lovell para ver o passeio na Lua de Neil Armstrong e ele descendo na superfície lunar, também, mais tarde no filme, quando a tripulação está prestes a entrar no lado oculto da Lua, Haise fala que eles estão passando sobre o Mar da Tranqüilidade e se refere como o "antigo bairro de Neil e Buzz" e passa para algumas cenas de uma montanha que Lovell apelidou de "Monte Marilyn" como dedicação para sua esposa.

### Comic book
The Apollo Eleven é usado como o nome de um grupo de astronautas que virou super-heróis na série de quadrinhos Astro City.

## Vídeo Games
No jogo Lego Marvel Super Heroes o Tocha Humana diz: "Este é um pequeno passo para um homem, e uma grande subida em um foguete HYDRA" como uma referência e piada para a Apollo 11.
Na história pregressa dos jogos Touhou Project, Apollo 11 foi confundida como um ato de invasão por Lunarians, residentes da Lua, levando à Guerra Lunar.

## Folclore
Logo após a missão, uma Teoria da conspiração surgiu e diz que o pouso é uma fraude mas essa noção é amplamente descontada por historiadores e cientistas. Ele pode ter ganho mais popularidade depois do filme Capricorn One (1978) que demonstra uma falsificação de uma missão da NASA com destino a Marte.
Uma lenda urbana sugere que foi  'visto' na Lua veículos alienígenas em órbita. Isso ganhou popularidade após a publicação do livro Somebody Else Is on the Moon. Aldrin fez a localização de um objeto que viaja com relação a eles ao final do terceiro dia da missão. Após a leitura do Controle da Missão de que o estágio S-IVB estava a 6000 milhas náuticas (11 000 Km) de distância, eles concluíram que era mais provável que fossem 4 painéis que tivessem relação com a nave espacial e o estágio superior. Mais tarde contos populares muitas vezes tem descrito isso como um "OVNI" ou reivindicando o incidente amplamente divulgado que foi "coberto".
Aos 76 anos, o astronauta Buzz Aldrin disse em um documentário de televisão, "Havia algo lá fora, perto o suficiente para ser observado, o que poderia ser?... Agora, obviamente nós três não falamos 'Hey, Houston, nós temos alguma coisa se movendo de forma paralela e não sabemos o que é, vocês sabem?... Nós sabíamos que as transmissões estavam sendo ouvidas por várias pessoas e algumas delas poderiam entender que estávamos pedindo para voltar por causa de aliens ou algo parecido." Mais tarde foi visto que era a espaçonave da União Soviética Luna 15 lançada cerca do mesmo tempo que a Apollo 11.
Uma humorística e lenda urbana diz que quando Armstrong era criança, um vizinho chamado Gorsky, teria pedido a sua esposa para fazer sexo oral, ela o ridicularizou e disse "...quando o menino do vizinho andar na Lua!" e décadas depois, após andar na Lua, Armstrong supostamente disse "Boa sorte, Sr. Gorsky". Em 1995, Armstrong disse que ouviu essa história pela primeira vez na Califórnia pelo comediante Buddy Hackett, que contou a piada. Isso é referenciado de forma humorística na cena de abertura de Watchmen.